# Psychotria psychotriifolia
Psychotria psychotriifolia är en måreväxtart som först beskrevs av Berthold Carl Seemann, och fick sitt nu gällande namn av Paul Carpenter Standley. Psychotria psychotriifolia ingår i släktet Psychotria och familjen måreväxter. Inga underarter finns listade i Catalogue of Life.